# Maruja Grifell
María Martínez Grifell (Tampico, Tamaulipas, 6 de febrero de 1907-Ciudad de México, 26 de marzo de 1968), conocida como Maruja Grifell, fue una actriz mexicana.

## Biografía y carrera
Hija de los también actores Francisco Martínez de Bujanda y Prudencia Griffel, debutó como vedette a los quince años y, desde entonces, trabajó ininterrumpidamente en teatro, cine, radio y televisión. Formó parte de las compañías de las hermanas Blanch, de José Junco, Vilma Vidal y Paulina Singerman, con quienes estrenó, entre otras, Sevilla la mártir (1934), Estudiantina (1935) y Los gatos (1936).
Alrededor de 1929, encabezó una compañía que realizó una larga temporada en el teatro Virginia Fábregas y después viajó por el interior del país con obras como El último Lord, La tonta del bote y La cárcel modelo, entre otras. Ese mismo año participó en la primera temporada oficial de la Comedia Mexicana con el estreno de Cuando las hojas caen (1929). Posteriormente incursionó en cine, radio y televisión.

### Muerte
El 26 de marzo de 1968, Grifell falleció en Ciudad de México a los 61 años de edad. Su cuerpo fue enterrado en el Panteón Jardín, ubicado en la misma ciudad.

## Filmografía
- El gran Calavera (1949)